# Ostfriesland-Stadion
Het Ostfriesland-Stadion is een voetbalstadion in de Duitse stad Emden. De voetbalclub Kickers Emden, die in de Oberliga Niedersachsen West uitkomt (seizoen 2009/2010), speelt er zijn thuiswedstrijden. Het stadion werd in 1950 gebouwd. In 1990 werd de huidige hoofdtribune gebouwd. Het stadion beschikt voornamelijk over staanplaatsen: slechts 300 van de 7.200 plaatsen zijn zitplaatsen.
Omdat het stadion midden in een woonwijk ligt en er daarom weinig plaats is, worden er pogingen ondernomen om op een andere plek een nieuw stadion voor Kickers Emden te bouwen. Tot nu toe ontbrak het hiervoor echter aan financiële middelen.